# Amtsgericht Fürstenfeldbruck

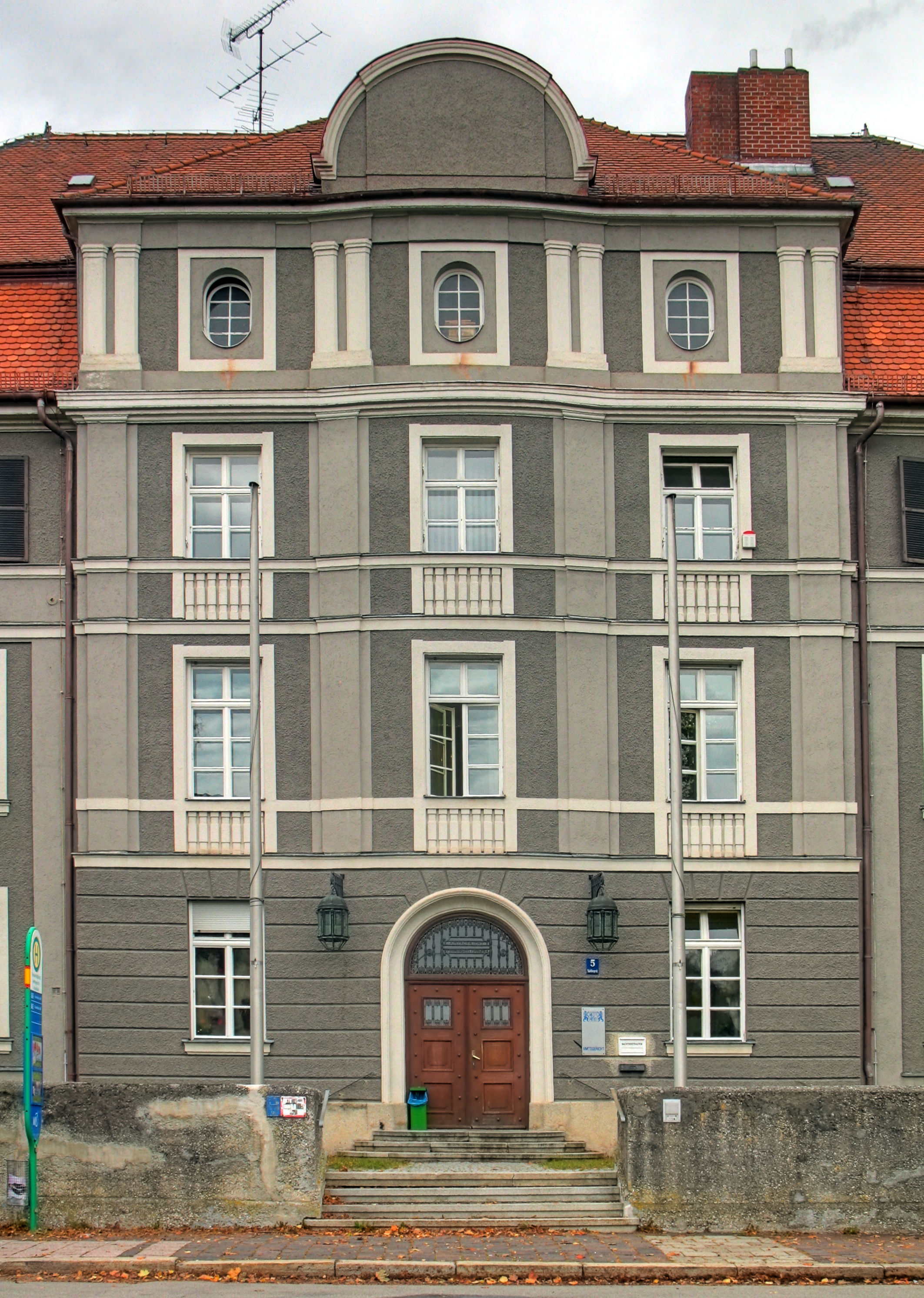
Amtsgericht Fürstenfeldbruck

Das Amtsgericht Fürstenfeldbruck (bis 1908 Amtsgericht Bruck) ist eines von 73 Amtsgerichten in Bayern und ein Gericht der ordentlichen Gerichtsbarkeit mit Sitz in der Stadt Fürstenfeldbruck.

## Zuständigkeitsbereich und Instanzenzug
Das Amtsgericht Fürstenfeldbruck ist zuständig für den Landkreis Fürstenfeldbruck. Für das Genossenschafts-, Handels-, Partnerschafts- und Vereinsregister sowie in Insolvenzverfahren und bei Zwangsversteigerungen ist das Amtsgericht München zuständig.
Übergeordnete Instanzen sind der Reihe nach das Landgericht München II, das Oberlandesgericht München und der Bundesgerichtshof.

## Geschichte
Anlässlich der Einführung des Gerichtsverfassungsgesetzes am 1. Oktober 1879 kam es zur Errichtung des Amtsgerichts Bruck, dessen Sprengel deckungsgleich mit dem vorherigen Landgerichtsbezirk Bruck war und folglich die Gemeinden Adelshofen, Aich, Alling, Althegnenberg, Aufkirchen, Baierberg, Biburg, Bruck, Dünzelbach, Ebertshausen, Egenhofen, Eismerszell, Emmering, Eresried, Esting, Geiselbullach, Geltendorf, Germering, Germerswang, Grunertshofen, Günzlhofen, Hattenhofen, Hausen bei Geltendorf, Hausen bei Hofhegnenberg, Hörbach, Hofhegnenberg, Holzhausen, Jesenwang, Kottgeisering, Landsberied, Luttenwang, Maisach, Malching, Mammendorf, Mittelstetten, Moorenweis, Nannhofen, Oberschweinbach, Oberweikertshofen, Olching, Pfaffenhofen, Puch, Puchheim, Purk, Rottbach, Schöngeising, Steinbach, Steindorf, Tegernbach, Türkenfeld, Überacker, Unteralting, Unterpfaffenhofen, Unterschweinbach, Wenigmünchen, Wildenroth und Zankenhausen umfasste.
Mit der Umbenennung des Marktes Bruck in Fürstenfeldbruck am  6. August 1908 änderte sich auch der Name des Gerichts in Amtsgericht Fürstenfeldbruck.
Bei Inkrafttreten des Gesetzes über die Organisation der ordentlichen Gerichte im Freistaat Bayern (GerOrgG) am 1. Juli 1973 war das Amtsgericht Fürstenfeldbruck eines der wenigen Gerichte, dessen Bezirk verkleinert wurde. So mussten die nun zum Landkreis Aichach-Friedberg zählenden Gemeinden Eresried, Hausen bei Hofhegnenberg, Hofhegnenberg, Steindorf sowie ein Teil der Gemeinde Baierberg an den Amtsgerichtsbezirk Aichach, die in den Landkreis Landsberg am Lech eingegliederten Gemeinden Geltendorf und Hausen bei Geltendorf an den Amtsgerichtsbezirk Landsberg am Lech sowie die dem Landkreis Dachau zugeschlagene Gemeinde Ebertshausen an den Amtsgerichtsbezirk Dachau abgegeben werden.

## Gerichtsgebäude
Das Hauptgebäude des Amtsgerichts mit den Sitzungssälen befindet sich an der Stadelbergerstraße 5. Der dreigeschossige Verwaltungsbau mit Mittelrisalit, Mansardwalmdach und neubarocker Fassadengestaltung wurde 1913 fertiggestellt und steht unter Denkmalschutz. Die Abteilungen für Nachlass- und Betreuungssachen sind in dem Gerichtsgebäude Fürstenfelder Straße 40a untergebracht.